# Giovanni Checchinato
Giovanni Checchinato (ur. 20 sierpnia 1957 w Latinie) – włoski duchowny katolicki, biskup San Severo w latach 2017-2022, arcybiskup metropolita Cosenzy-Bisignano od 2023.

## Życiorys
Święcenia kapłańskie otrzymał 4 lipca 1981 i został inkardynowany do diecezji Terracina-Latina, Priverno i Sezze. Pracował głównie jako duszpasterz parafialny oraz jako wykładowca diecezjalnego seminarium i Papieskiego Kolegium Leoniańskiego w Anagni. W latach 2005–2015 kierował uczelnią w Anagni.
13 stycznia 2017 papież Franciszek mianował go ordynariuszem diecezji San Severo. Sakry udzielił mu 23 kwietnia 2017 biskup Mariano Crociata. Diecezję objął 6 maja 2017.
10 grudnia 2022 ten sam papież przeniósł go na urząd arcybiskupa metropolity archidiecezji Cosenza-Bisignano. Ingres odbył 4 lutego 2023.